# Caenis anceps
Caenis anceps è una specie di Efemerotteri della famiglia Caenidae. Il nome scientifico è stato validamente pubblicato per la prima volta nel 1935 da Traver.
Vive nell'ecozona neartica.